# Bremische Rettungsmedaille

Die Bremische Rettungsmedaille in Bronze (oben) und Silber (unten) in einer grafischen Darstellung

Die Bremische Rettungsmedaille wurde am 8. Mai 1973 durch den Bremer Senat für das Land Bremen per Anordnung wiedereingeführt, nachdem die bereits vorher gestiftete Bremische Rettungsmedaille in Bronze und Silber (gestiftet am 20. November 1908; Verliehen bis 6. April 1933) in der Zeit des Nationalsozialismus durch die Rettungsmedaille (1933) ersetzt worden war. Die Bremische Rettungsmedaille ist damit eine staatliche Anerkennung für Rettungstaten auf dem Landesgebiet von Bremen.

## Klassifizierung der Rettungsmedaille
Bemerkenswert ist, dass Bremen, auch schon mit der Bremischen Rettungsmedaille von 1908, bundesweit das einzige Land ist, bei den beiden Ehrungen, sowohl die Bronze- als auch die Silberstufe, nicht am Band zu tragen sind, sondern stattdessen eine nicht-tragbare Auszeichnung darstellen. Die „schwächste Form“ der Ehrung ist auch die Öffentliche Belobigung.

### Rettungsmedaille in Bronze
Die Rettungsmedaille in Bronze wird an Personen verliehen, wenn sich der Retter bei der Rettungstat in erheblicher Lebensgefahr befunden hat.

### Rettungsmedaille in Silber
Die Rettungsmedaille in Silber wird dagegen verliehen, wenn sich der Retter bei der Rettungstat in besonders erheblicher Lebensgefahr befunden hat. Sie kann aber auch verliehen werden, wenn sich der Retter bei der Rettungsmedaille zwar in erheblicher, aber nicht besonders erheblicher Lebensgefahr befunden hat, wenn der Retter bereits im Besitz der Bronzenen Rettungsmedaille zu diesem Zeitpunkt war.
Ausdrücklich geregelt worden ist, dass die Erstverleihung der Rettungsmedaille in Silber die Verleihung der Rettungsmedaille in Bronze ausschließt, andersherum aber die Bronzene Rettungsmedaille nicht die Verleihung der Silberstufe ausschließt. Beachtet muss allerdings werden, dass die Rettungsmedaille in jeder Stufe nur einmal verliehen werden kann.

### Öffentliche Belobigung
Die Öffentliche Belobigung kommt nur dann in Betracht,
- wenn sich der Retter bei der zugrundeliegenden Rettungstat nicht in eigener Lebensgefahr befunden hat und
- wenn der Retter trotz besonderem Maß an Hilfsbereitschaft und Entschlossenheit gehandelt hat, aber die Rettung erfolglos geblieben ist, oder
- wenn der Retter nur ein besonderes Maß an Hilfsbereitschaft und Entschlossenheit gezeigt hat bzw.
- die Rettungstat an sich nicht mit einem Mindestmaß selbstständig durchgeführt worden ist.[7]

## Verleihungsberechtigter Personenkreis
Die Bremische Rettungsmedaille wird verliehen:
- a) an Personen, die im Lande Bremen eine Rettungstat ausgeführt haben, auch wenn ihr Wohnsitz nicht im Lande Bremen liegt;
- b) an Personen, die im Lande Bremen ihren Wohnsitz haben, auch wenn die Rettungstat nicht im Lande Bremen ausgeführt wurde; und
- c) an Besatzungsmitglieder der im Lande Bremen beheimateten Schiffe.[8]

Der Senat hat sich hierbei aber ausdrücklich freigehalten, dass die Rettungsmedaille auch verliehen werden kann, wenn die Verleihungsvoraussetzungen zwar  nicht gegeben sind, aber die Persönlichkeit des Geretteten wegen seiner Beziehung zum Lande Bremen diese rechtfertigt. Im Übrigen kann neben der Rettungsmedaille und der öffentlichen Belobigung in geeigneten Fällen eine Geldbelohnung gewährt werden.

## Verleihungsausschluss und Ausnahmegenehmigungen

### Verleihungssauschluss
Die Rettungsmedaille wird nicht an Personen verliehen, wenn der Retter für die zugrundeliegende Rettungstat bereits von einem anderen Bundesland ausgezeichnet worden ist (Verbot der Doppelverleihung) oder wenn die Rettungstat länger als zwei Jahre zurückliegt. Des Weiteren wird sie nicht verliehen, wenn der Retter der Auszeichnung nicht würdig erscheint. Ebenso wird die Rettungsmedaille nicht an Personen verliehen, die das 18. Lebensjahr noch nicht vollendet haben, diese erhalten neben der öffentlichen Belobigung ein ihrem Alter angepasstes Geschenk.

### Ausnahmen
Die Rettungsmedaille wird im Normalfall auch nicht jenen Personen verliehen, welchen aus dienstlichen oder beruflichen Gründen der Schutz des Lebens anderer anvertraut worden ist oder denen die Abwendung von Gefahren für die Allgemeinheit aus genannten Gründen obliegt. Ausnahmen sind nur dann zulässig, wenn sie bei der Rettungstat das Durchschnittmaß der ihnen obliegenden Pflichten erheblich überschritten haben.

## Ermittlungsverfahren
Die Ermittlung über jede bekanntgewordene Rettungstat ist von Amts wegen von der Ortspolizeibehörde, in deren Bereich die Rettungstat vollbracht worden ist. Für Rettungstaten, d. h. Rettung aus Wassergefahr, auf einem Schiff ermittelt das Wasserschutzpolizeiamt, wobei in diesem Fall zusätzlich ein Gutachten einzuholen ist.

## Verleihungsprozedere
Über die Verleihung der Rettungsmedaille, die Gewährung einer Geldbelohnung sowie über die Erteilung einer öffentlichen Belobigung in Verbindung mit einem Geschenk entscheidet der Senat. So berichtet anschließend der Senat dem Senator für Inneres aufgrund der polizeilichen Ermittlungsergebnisse über die Rettungstat. In allen anderen Fällen entscheidet der Senator für Inneres im Namen des Senats selber.
Die Ausführung der Senatsbeschlüsse obliegt dabei der Senatskanzlei. Mit Verleihung der Rettungsmedaille und über die Erteilung einer öffentlichen Belobigung wird eine Urkunde ausgestellt, die Verleihung selber und die Öffentliche Belobigung werden sodann amtlich bekanntgegeben.

## Aussehen und Beschaffenheit der Rettungsmedaille
Die entsprechend ihrer Ausführung runde Medaille mit einem Durchmesser von 61 mm besteht entweder aus Bronze oder Silber und zeigt auf ihrer Vorderseite das erhaben geprägte Landeswappen von Bremen. Darunter ist die 3-zeilige Inschrift: DER SENAT / DER FREIEN HANSESTADT / BREMEN ebenfalls erhaben in Großbuchstaben zu lesen. Die Rückseite der Medaille ist glatt gehalten und trägt zentrisch die 4-zeilige Inschrift: FÜR / RETTUNG / AUS / GEFAHR. Auch dieser Schriftzug ist erhaben geprägt dargestellt.